# Plánice
Plánice (in tedesco Planitz) è una città della Repubblica Ceca facente parte del distretto di Klatovy, nella regione di Plzeň.